# ملانی جنوب
 ملانی جنوب (انگلیسی: Melanie South؛ زاده ۳ مهٔ ۱۹۸۶) یک تنیس‌باز اهل بریتانیا است.